# Nicolas Dupont-Aignan
Nicolas Dupont-Aignan (nascido Nicolas Dupont em 7 de março de 1961) é um político francês gaulista e souveiranista. É deputado do 8º distrito eleitoral de Essonne desde 1997 e prefeito de Yerres, Essonne desde 1995.
Ele foi membro do partido de centro-direita União para o Movimento Popular (UMP) até janeiro de 2007, e foi fundador do partido Levantar a França, do qual é presidente desde 23 de Novembro de 2008. É co-presidente do Partido EUDemocrats - Aliança para uma Europa das Democracias.

## Eleição presidencial da França em 2007
Ele pretendia concorrer à eleição presidencial francesa de 2007, mas retirou sua candidatura em 16 de março de 2007, depois de não conseguir reunir as 500 assinaturas necessárias de autoridades eleitas.

## Eleição presidencial da França em 2012
Em novembro de 2010, ele anunciou sua intenção de concorrer à eleição presidencial francesa de 2012, e em março de 2012 anunciou que obteve as 500 assinaturas necessárias para concorrer como candidato oficial.
Dupont-Aignan defende fortemente a saída do Euro, chamando-o de "bagunça", e propõe o retorno ao franco e a retenção do euro apenas como uma moeda de reserva. Ele recebeu 644.043 votos no 1º turno, ou 1,79% dos votos válidos, terminando em sétimo lugar. Sua melhor votação (24,88%) foi em Yerres, onde ele é prefeito.